# Uersán
Uersán (en árabe: أورسان‎, en francés: Oursène) es una localidad marroquí perteneciente al municipio de Zarkat, en la región de Tánger-Tetuán-Alhucemas. Desde 1912 hasta 1956 perteneció a la zona norte del Protectorado español de Marruecos.